# Rhamphomyia luteiventris
Rhamphomyia luteiventris är en tvåvingeart som beskrevs av Friedrich Hermann Loew 1864. Rhamphomyia luteiventris ingår i släktet Rhamphomyia och familjen dansflugor. Inga underarter finns listade i Catalogue of Life.